# Pang Qing
Pang Qing (n. 24 decembrie 1979, Harbin, Republica Populară Chineză) este o patinatoare artistică ce a reprezentat Republica Populară Chineză, medaliată olimpică. A participat la 4 ediții ale Jocurilor Olimpice (2002, 2006, 2010, 2014) în care a câștigat o medalie de argint.